# Пачковський Юрій Франкович
Пачковський Юрій Франкович (30 вересня 1962 р., Львів) — український соціолог, доктор соціологічних наук (2004), кандидат психологічних наук (1990), доцент (1996), професор (2006). 

## Навчання
У 1984 році закінчив з відзнакою біологічний факультет Львівського державного університету імені І. Франка (нині — Львівський національний університет ім. І.Франка). У 1985—1987 рр. — інженер-технолог Львівського ВО «Електрон». У 1987—1990 рр.  — аспірант кафедри загальної та інженерної психології Київського державного університету імені Тараса Шевченка. У 1990 р. захистив кандидатську дисертацію на тему "Дослідження професійно-ділових взаємодій у виробничій бригаді (науковий керівник — професор Обозов Н. Н., КДУ ім. Тараса Шевченка).

## Наукова діяльність
З 1991 по 1994 рр. –  асистент кафедри соціології ЛДУ імені Івана Франка. У 1995 р. переведений на посаду доцента. У 2004 р. захистив докторську дисертацію на тему «Підприємництво як предмет соціопсихологічного дослідження (діяльнісно-поведінковий аспект)» (науковий консультант — професор Суїменко Є. І., Інститут соціології НАН України).  З 2005 по 2008 рр. –  професор  кафедри соціології, з 2008 по 2009 рр. — в.о. завідувача кафедри соціології, з 2009 по 2017 рр. — професор кафедри економіки підприємства, з 2017 року — завідувач кафедри соціології ЛНУ імені Івана Франка.
З 2007 по 2011 рр. — член правління Соціологічної асоціації України (САУ). Станом на сьогодні Пачковський Ю. Ф. — голова спеціалізованої  вченої ради К 35.051.26 із захисту кандидатських дисертацій за спеціальністю «22.00.04 — спеціальні та галузеві соціології», член спеціалізованої вченої ради Д 35.051.17 із захисту докторських та кандидатських дисертацій у ділянці політичних наук ЛНУ ім. І. Франка. З 2017 по 2020 рр. — головний редактор «Вісника Львівського університету. Серія соціологічна», з 2018 р. –  член консультативної ради часопису «Соціологія: теорія, методи, маркетинг». Є членом редколегій таких польських наукових видань, як «Młoda Humanistyka», «Polonia Journal», «UR Journal of Humanities and Social Sciences».
Юрій Пачковський брав участь у низці міжнародних проектів, результатом яких було видання колективних монографій «Konsumpcja w krajach Europy Środkowo-Wschodniej» (Warszawa: PWE, 2007), «Młodzi w społeczeństwie zmiany: Studia polsko-ukraińskie» (Kielce: WSU, 2010), "Gospodarstwa domowe w XXI w. Konsumpcja. Jakość życia (Warszawa: SGH, 2012), "Violence and Abuse in Society: Understanding a Global Crisis, t. 2 (Praeger, Santa Barbara, CA — Denver, CO — Oxford, 2012); Contemporary Socio-Economic Issues of Polish-Ukrainian Cross-border Cooperation (Warsaw: Center of European Projects, 2017), Cross-border heritage as a basis of Polish-Belarusian-Ukrainian cooperation (Warsaw: Center of European Projects, 2018), Polsko-ukraińskie doświadczenia współpracy euroregionalnej (Jarosław: PWSTE, 2018). 

### Сфера наукових зацікавлень
- методологія та методика соціологічного дослідження,
- соціологія сім'ї та молоді,
- актуальні проблеми економічної соціології та психології у царині реклами і споживання,
- соціологія управління, соціологія інформаційного суспільства,
- психологія підприємництва,
- бізнес-соціологія.

### Науковий внесок
Юрій Пачковський є автором соціопсихологічної концепції розвитку підприємництва в суспільстві, що трансформується. Концепція у систематизованому вигляді передбачає виокремлення чотирьох системних блоків регулюючих чинників на рівні «Суспільних передумов  підприємництва», «Фактору масової свідомості», «Групового фактору» і «Особистісного фактору».
В останні роки активно займається дослідженням соціальних і психологічних передумов розвитку інформаційного суспільства та «нової економіки». Результатом авторських розвідок стали дослідження таких явищ як «e-commerce» і «m-commerce», які набувають все більшої ваги в сучасному українському суспільстві, а також аналіз тенденцій розвитку е-послуг в країнах Центрально-Східної Європи. Автор понад 180-ти наук. праць, зокрема  14 монографій, 6 підручників та навчальних посібників.

### Основні публікації автора[2],[3]
- Соціопсихологія підприємницької діяльності і поведінки. Монографія. — Львів: Світ, 2000. — 272 с.
- Підприємницька поведінка: теоретико-методологічні аспекти  // Соціологія: теорія, методи, маркетинг. — 2001. — № 1. — С. 57-63.
- Підприємництво у новітніх теоретичних пошуках та інтерпретаціях // Соціологія: теорія, методи, маркетинг. — 2003. — № 2. — С.149-159.
- Психологія підприємництва: Навч. посібник. 3-є вид. — К.: Каравела, 2007. — 416 с.
- Соціоекономічне знання у соціологічному вимірі. Монографія. — Львів: Вид. центр Львівського ун-ту, 2007. — 172 с (у співавторстві).
- Ціннісно-професійний контекст світоглядних орієнтацій студентської молоді (досвід українсько-польського соціологічного дослідження) // Український соціологічний журнал. — 2009. –  № 1-2.– С. 79-94.
- Соціологія і психологія. Навч. посібник  /За ред.  Ю. Ф. Пачковського. — К.: Каравела, 2009. — 760 с.
- Swiat wartości współczesnej młodzieży ukraińskiej (studium socjologiczne)// Młodzi w społeczeństwie zmiany: Studia polsko-ukraińskie / Red. nauk M. Sroczyńska, J. Paczkowski. — Kielce: WSU, 2010. — S. 65-90.
- Особливості використання е-послуг споживачами деяких країн Центрально-Східної Європи // Соціологія: теорія, методи, маркетинг. — 2011. — №.3. — С. 15-29 (у співавторстві).
- Соціологія. Підручник / За ред. Ю. Ф. Пачковського. Львів: ЛНУ імені Івана Франка, 2011. — 418 с.
- E-commerce Market in Ukraine: State and Development Prospects // Handel wewnętrzny w Polsce: Warszawa 2014. — P.  402—420.
- Споживча поведінка українських домогосподарств. Монографія. — Львів: ЛНУ імені Івана Франка, 2014. — 292  с (у співавторстві).
- Społeczeństwo informacyjne: nowe  wyzwania  dla  rozwoju e-commerce   na  Ukrainie // Nierówności społeczne a wzrost gospodarczy. — 2015. — Zeszyt 44 (część 2).  – Uniwersytet Rzeszowski. –S. 66-77.
- The Young Consumer in the Ukrainian e-Commerce Market // Handel wewnętrzny. — 2016. — № 4.  – P. 202—216 (у співавторстві).
- Ukranian-Polish educational space of higher education: challenges and prospects for cross-border cooperation // Contemporary Socio-Economic Issues of Polish-Ukrainian Cross-border Cooperation / Ed.  L. Buller, H. Kotarski, Y.Pachkovskyy. — Warsaw: Center of European Projekt,  2017,  – P. 269—294.
- До проблеми духовних цінностей у соціологічному дискурсі // Вісник Львівського університету. Сер. соціологічна. — 2017. — Вип. XI. — С. 54–68 (у співавторстві).
- Інтернет-практики молодих людей в сучасному суспільстві: українсько-польський вимір // Polsko-ukraińskie doświadczenia współpracy euroregionalnej / Red. K.Rejman, Y.Pachkovskyy, B.Petrecka. — Jarosław: PWSTE, 2018. — S. 91-110 (у співавторстві).
- Local identity and cultural heritage in the framework of Ukrainian-Polish cultural dialogue// Cross-border heritage as a basis of Polish-Belarusian-Ukrainian cooperation. — Warsaw: Center of European Projekt,  2018. — P. 97-122.